# A New Flame
Albums de Simply Red
Men and Women Stars
Singles
1. It's Only Love
2. If You Don't Know Me by Now
3. A New flame
4. You've Got It

A New Flame est le troisième album de Simply Red. 
Il est sorti en février 1989 et a connu un immense succès mondial, notamment avec le titre If You Don't Know Me by Now. Il devint ainsi le premier album du groupe à atteindre la 1e place au Royaume-Uni, y étant certifié 7 fois Disque de Platine par la BPI pour des ventes de plus de 2 100 000 copies dans ce seul pays. Cet album a également été certifié Disque d'Or aux États-Unis par la RIAA. 

## Liste des titres
1. It's Only Love — 4:58
2. A New Flame — 3:57
3. You've Got It — 3:55
4. To Be With You — 3:23
5. More — 4:07
6. Turn It Up — 4:35
7. Love Lays Its Tune — 4:05
8. She'll Have To Go — 3:14
9. If You Don't Know Me by Now — 3:24
10. Enough — 5:07

## Singles
- It's Only Love — Turn It Up
- If You Don't Know Me by Now — Move On Out & Shine
- A New Flame — More
- You've Got It — Holding Back The Years (Live) & I Wish